# Контиг

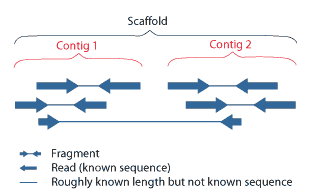
Фрагменти, що перекриваються, утворюють контиги, контиги з проміжками відомої довжини утворюють скаффолди

Контиг (від англ. contiguous) — набір сегментів ДНК, що перекриваються, які в сукупності являють собою консенсусну ділянку ДНК.
У задачі складання геному контиги — це довгі ділянки ДНК (рядки з нуклеотидів), отримані в процесі складання.

## Послідовності
Контиг — це неперервна (не суміжна) послідовність, що виникає внаслідок повторного складання дрібних фрагментів ДНК, створених методом секвенування знизу вгору. Це визначення контигу узгоджується з початковим визначенням Роджера Стадена 1979 року. Стратегія секвенування ДНК знизу вгору передбачає розрізання геномної ДНК на безліч дрібних фрагментів («знизу»), секвенування цих фрагментів, повторне їх складання назад у контиги і, зрештою, у весь геном («вгору»). Оскільки нинішня технологія дозволяє здійснювати пряме секвенування лише порівняно коротких фрагментів ДНК (300—1000 нуклеотидів), перед секвенуванням геномну ДНК слід фрагментувати на невеликі шматочки.
Нині широко використовується технологія «секвенування парних кінців», у якій секвеновано довші фрагменти ДНК однакового розміру.